# Марьино (Тарадеевское сельское поселение)
Ма́рьино (стар. Баты́) — деревня в Шацком районе Рязанской области. Входит в состав Тарадеевского сельского поселения. Дата основания не известна.
Расстояние до районного центра — 12 км, до областного центра 160 км. Находится в 1 км к северу от федеральной автомобильной дороги М5 «Урал» М5.

## История
Владельцем деревни Марьино был господин Ралль (Раль) — коллежский советник.

## Население
| 2010 | 2012 |
| ---- | ---- |
| 0    | →0   |

В летнее время проживает дачное население